# Inscrição de Caraque

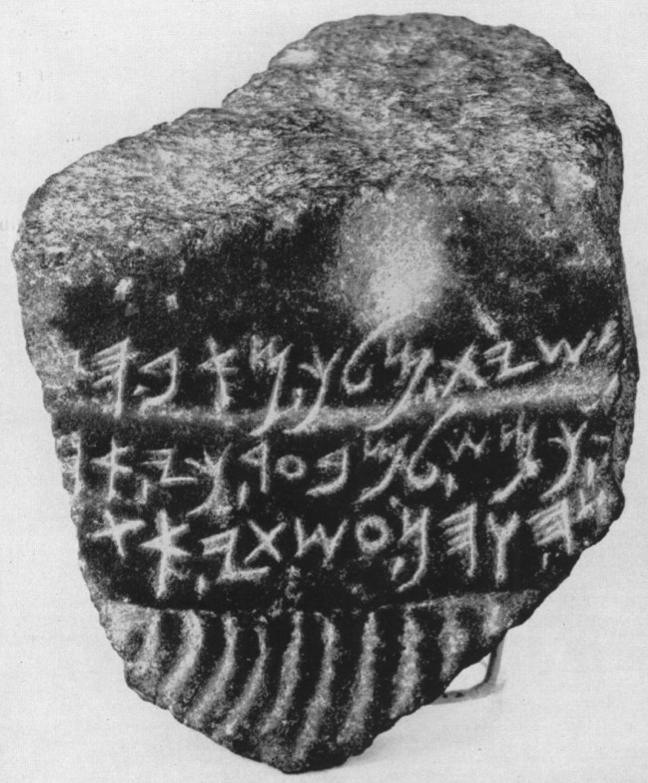
Inscrição de Caraque no Museu Arqueológico da Jordânia

A inscrição de Caraque ou Queraque (em árabe: الكرك; romaniz.: al-Karak ou al-Kerak) foi descoberta em 1958 na Jordânia, perto do barranco de Caraque . É um fragmento de inscrição de basalto medindo 12,5 centímetros de altura por 14 centímetros de largura. A inscrição foi datada do final do século IX a.C.

## Descoberta
A pedra foi adquirida pelo Museu Arqueológico da Jordânia em 1958. Em uma versão foi encontrada por Falah Qaddur (ou Fallah el-Baddour), um beduíno. Segundo Reed, W. L. e F. V. Winnett. Qaddur afirmou que havia encontrado a pedra "em uma vala de fundação que havia sido cortada para a construção de um novo prédio em Caraque". Uma carta de Awni Dajani, então chefe de antiguidades no Museu Arqueológico da Jordânia, afirmava que a pedra foi encontrada por Odeh Subh el-Khwalideh (um parente de Qaddur) na casa de Suleiman el-Mubayyedin, perto do Lago Romano a leste de Caraque.

## Inscrição
A inscrição contém 3 linhas incompletas, compreendendo 8 palavras completas e fragmentos de mais 5, todas escritas na língua moabita conhecida apenas por um outro artefato - a Estela Mexa. O texto da inscrição se parece com o da Estela de Mesa, mas há uma característica especial: a letra He tem quatro traços horizontais indo para a esquerda a partir do traço vertical, enquanto um He típico do século X ao V a.C., as inscrições semíticas a noroeste contêm apenas três traços à esquerda. Esta letra está presente na inscrição pelo menos 3 vezes, e a cada vez aparece com 4 traços horizontais. Outra diferença entre a Estela de Mesa e a inscrição moabita é a separação entre as palavras. Na Estela de Mesa existem pontos e, na inscrição moabita, pequenas linhas.

## Transliteração e tradução
A seguir, é fornecida a transliteração e a transcrição da inscrição em letras hebraicas, bem como sua tradução em inglês. As palavras entre colchetes não são preservadas na inscrição, mas reconstruídas, em parte por comparação com a Estela Mexa.
| Transcrição                              | Transliteração                                               | tradução                                                                     |
| ---------------------------------------- | ------------------------------------------------------------ | ---------------------------------------------------------------------------- |
| [אנכי כמשגד בן כ] משית מלך מאב הד [יבני] | [ 'anākū kamāšgād bēn ka ] māšūyat malēk mā'āb hadū [ bānū ] | [Eu sou Chemosh-gad, filho de Ch] emosh-yat, rei de Moabe, o Dib [onite] ... |
| [בבת] י כמש למבער כי אה [בתי]            | [ babēt ] ū kamāš lamaba'ēr kū 'āha [ batū ]                 | [... no te] mplo de Chemosh como um sacrifício, porque eu amo [ve ...]       |
| [...] נה והן עשתי את [...]               | [...] nh wahēn 'āšūtū' t [...]                               | ... e eis que fiz ...                                                        |